# 富克內

富克內是哥倫比亞的城鎮，位於該國中部，由昆迪納馬卡省負責管轄，距離首府波哥大約116公里，始建於1638年，海拔高度2,880米，2005年人口5,088。
5°25′N 73°48′W / 5.417°N 73.800°W